# Medgyesegyháza
Medgyesegyháza (szlovákul: Medeš) kisváros Békés vármegye Mezőkovácsházai járásában.

## Fekvése
Békéscsabától mintegy 20 kilométerre délre fekszik, a megye délkeleti részén. Szomszédai: észak felől Pusztaottlaka és Újkígyós, északkelet felől Kétegyháza, kelet felől Nagykamarás, délkelet felől Almáskamarás, dél felől Kunágota, délnyugat felől Magyarbánhegyes, nyugat felől pedig Medgyesbodzás.

### Megközelítése

#### Közút
A város a Gyula-Makó közti 4434-es és a Csanádapáca-Kevermes közti 4429-es utak kereszteződésében fekszik, e két út valamelyikén érhető el mind a négy égtáj irányából. Közigazgatási területének nyugati szélét érinti még a Csabaszabaditól idáig húzódó 4436-os út is, Bánkút nevű különálló településrészére pedig a 4429-es útból (már nagykamarási területen) kiágazó 44 342-es számú mellékút vezet.
Budapest felől indulva az egyik leginkább kézenfekvő megközelítési útvonal: Kiskunfélegyházáig az 5-ös főúton, majd Szentesig a 451-esen, tovább délkeleti irányban Orosházára a 4406-oson, onnét pedig keleti irányban a 4429-esen.

#### Vasút
A településen áthalad a MÁV 121-es számú Kétegyháza–Újszeged-vasútvonala, amelynek két megállási pontja van itt: Békéscsaba vasútállomás felől sorrendben előbb Bánkút megállóhely, majd Medgyesegyháza vasútállomás. Az állomás a központban található, közúti elérését a 4429-es útból kiágazó, rövidke 44 336-os út teszi lehetővé, Bánkút megállóhelyre pedig a már említett 44 342-es számú mellékút vezet.

## Története
Az első írásos emlék 1418-ban szól először Medgyesegyházáról.
A török hódoltság-ig terjedő időben a gyulai vár fennhatósága alá tartozó
Medgyesegyházát időrendileg a Maróthiak, Mátyás király, Corvin János, Gerdosich Péter, Gál Ispán uralták.
A török uralom megszűnése (1695) után ismét növekedő számú írásos dokumentumok a korábbi települések túlnyomó részét meg sem említik.
1726-ban III. Károly király Medgyes-pusztát Rinaldo modenai hercegnek adományozta.
1787-ben a hercegi család magyarországi birtokait itáliai javakra cserélte, s a terület kezelése a magyar kincstár, a kamara kezébe került.
A modenai herceg megbízottai és a kamarai tisztviselők az egész 18. század folyamán és a 19. század első évtizedeiben az erdélyi örmény haszonbérlőknek adták árendába az uradalomhoz tartozó pusztákat.
A kamarai puszták nagyobb jövedelemmel járó hasznosítását 1843-tól közvetlenül a kamara vette a kezébe. A legeltető állattartást szolgáló bérbeadás radikális visszaszorításával egyidejűleg a dohánytermesztés felé fordult a kincstár.
Woldianer Sámuel pesti és bécsi bankár így lett több kertésztelep és puszta árendora.
Ebben az időben jött létre (1844. november 20-án) Bánkút telepes község is.
1852. március 9-én százötven katona és csendőr teljesen körülzárta a községet, az állatokat, a vagyontárgyakat elkobozták, napokig tartó árverésen eladták, emellett a lakosokkal 72 házat le is romboltattak a katonák.
Az így szerzett bevétel az adósság tíz százalékát sem fedezte.
Az 1883-ban megépített Kétegyháza – Mezőhegyes vasútvonal olyan közlekedési és gazdasági helyzetbe juttatta Medgyest és környékét, ami még jobb értékesítési feltételeket biztosított.
Az 1887-ben született megegyezés szerint a medgyesi pusztán árult földeket 117 békéscsabai vevő vásárolta meg.
Medgyesegyháza 1893-ban vált önállóvá Medgyesbodzás határából. Ekkortól 1950-ig nagyközség volt, a tanácsrendszerben kezdetben önálló tanácsú község, majd 1971-től nagyközség. 1990-től továbbra is nagyközségi címet viselt, majd 2009-ben városi rangot kapott.
A település 1923-ig Arad vármegye, 1923-tól 1945-ig Csanád, Arad és Torontál k.e.e. vármegye, majd 1946-ig Csanád vármegye Eleki járásához tartozott, azután 1983-ig Békés (vár)megye Mezőkovácsházi járásához.
1945-1947-ben a csehszlovák–magyar lakosságcsere egyezmény értelmében kitelepült a helyi szlovák nemzetiségűek nagyobb része, helyükbe felvidéki magyarokat telepítettek ide.

## Közélete

### Polgármesterei
| Polgármester | Polgármester         | Polgármester                     |  |
| ------------ | -------------------- | -------------------------------- |  |
| 1990–1994    | Nagy Béla            | SZDSZ                            |  |
| 1994–1998    | Nagy Béla            | SZDSZ-Fidesz-FKgP-Agrárszövetség |  |
| 1998–2002    | Nagy Béla            | SZDSZ                            |  |
| 2002–2006    | Nagy Béla            | SZDSZ                            |  |
| 2006–2010    | Nagy Béla            | SZDSZ                            |  |
| 2010–2014    | Ruck Márton          | Fidesz                           |  |
| 2014–2019    | Dr. Nagy Béla György | független                        |  |
| 2019–2024    | Kraller József       | Fidesz                           |  |
| 2024–        | Ruck Márton          | független                        |  |

### Önkormányzati választások
Medgyesegyháza Város Önkormányzatának Képviselő-testülete a 2010-es önkormányzati választás óta a mindenkori polgármesterből és 6 képviselőből áll. A város polgármestere 2014 és 2019 között dr. Nagy Béla független jelölt volt, aki 1990 és 2010 között SZDSZ-színekben volt polgármester, de megszűnt alóla a párt. 2010-ben a Fidesz–KDNP-s Ruck Márton nyert a választáson, 2014-ben Nagy Béla visszaszerezte a polgármesteri széket, így hatodik ciklusát kezdte; 2019-ben ismét fideszes győzelem született a településen, 2024-ben pedig ismét Ruck Márton nyerte el a polgármesteri tisztséget, de ezúttal függetlenként.

## Népesség
A település népességének változása:
| Lakosok száma | 3721 | 3635 | 3451 | 3417 | 3190 | 3146 | 3126 |
|               | 2013 | 2014 | 2019 | 2021 | 2022 | 2023 | 2024 |

2001-ben a település lakosságának 95%-a magyar, 3%-a szlovák, 1%-a román és 1%-a egyéb (főleg cigány vagy német) nemzetiségűnek vallotta magát.
A 2011-es népszámlálás során a lakosok 92,2%-a magyarnak, 0,4% cigánynak, 0,2% németnek, 2,2% románnak, 2,9% szlováknak, 0,2% ukránnak mondta magát (7,7% nem nyilatkozott; a kettős identitások miatt a végösszeg nagyobb lehet 100%-nál). A vallási megoszlás a következő volt: római katolikus 30,7%, református 3,5%, evangélikus 14,7%, görögkatolikus 0,4%, felekezeten kívüli 32,3% (15,7% nem nyilatkozott).
2022-ben a lakosság 83,5%-a vallotta magát magyarnak, 4,4% szlováknak, 3,3% románnak, 1,3% cigánynak, 0,2% németnek, 0,1-0,1% ukránnak, szlovénnak és szerbnek, 1,3% egyéb, nem hazai nemzetiségűnek (16,4% nem nyilatkozott; a kettős identitások miatt a végösszeg nagyobb lehet 100%-nál). Vallásuk szerint 22% volt római katolikus, 13,8% evangélikus, 2,7% református, 2% egyéb katolikus, 1,1% ortodox, 1,1% egyéb keresztény, 0,2% görög katolikus, 19% felekezeten kívüli (38,1% nem válaszolt).
Román és szlovák kisebbségi önkormányzat is működik a kisvárosban.

## Nevezetességei
- Szobrok, emlékművek
  - A Kossuth téri díszparkban Mihály Gábor szobrászművész alkotása, a díszkút található.
  - A második világháború áldozatainak emlékműve és az országzászló is a parkban magaslik.
  - A Művelődési Ház előtt Kalmár Márton szobrászművész Olvasó fiú című szobra áll.
  - Trianon-emlékmű
- Schéner-ház: 2002. szeptember 29-én ünnepélyes keretek között adták át Schéner-emlékházat. A falu néhány évvel korábban vásárolta meg Schéner Mihály festőművész szülőházát a Damjanich utcában, melyet nagy titokban újítottak fel, ezzel nagy meglepetést okozva a mesternek névnapja alkalmából. A mester művészetét 1978-ban Munkácsy Mihály-díjjal ismerték el, 1984-ben érdemes művész, 1989-ben kiváló művész lett. 1995-től Kossuth-díj fémjelzi munkásságát. 1992-től a Magyar Művészeti Akadémia, 1993-tól a Széchenyi Irodalmi és Művészeti Akadémia tagja.
- Templomok, kastélyok
  - A településen evangélikus és katolikus templom is található.
  - Az utóbbit még a Telbisz család építtette.
  - Az egykori Telbisz-kastély ma idősek otthonaként működik.
  - Az egykori zsinagóga épülete ma a református hitgyülekezet szolgálatában áll.

A bánkúti búzák atyjaként számontartott Baross László emlékszobája a bánkúti kastélyban található, síremléke a kápolna mellett fekszik. Baross László József főherceg uradalmának intézője volt. A gazdasági világválság idején Baross bánkúti búzája kiváló sikértartalma miatt világelső lett az amerikai Manitubában. A kastélyban, ahol József főherceg, Horthy Miklós és a kor ismert személyiségei közül sokan mások is megfordultak, ma közösségi ház működik, ami különösen a nyári időszakban telik meg élettel: számos tábornak ad otthont.
- Csanád Emlékpark: A millecentenárium alkalmából Medgyesen Csanád vezér emlékpark létesült, ahol történelmi eseményekre emlékeztetnek a kopjafák.

A település közigazgatási határában honfoglalás kori temetőt tártak fel a 900-as évektől.
Medgyesegyháza a Maros-hordalékkúp vízbázisán fekszik, mely Békés megye jelentős részét látja el egészséges ivóvízzel.

## Testvértelepülés
- Gúta, Szlovákia

## Ismert emberek
- Itt élt és Bánkúton halt meg a növénynemesítő Baross László (1865-1938)
- Itt született 1923-ban (meghalt 2009-ben Budapesten) Schéner Mihály Munkácsy-díjas (1978)  és Kossuth-díjas (1995) (Prima Primissima díj) Prima-díjas (2005) képzőművész, a Magyar Művészeti Akadémia és a Széchenyi Irodalmi és Művészeti Akadémia tagja
- 1935-ben itt született Simai Mihály költő
- Tóth Sándor színész
- Itt született Sirokmány Lajos sportújságíró.